# 1 Be Possible!
Albums de THE Possible
Kyūkyoku no The Possible Best Number Shō 1
(2008)
Singles
① Be Possible! ou 1 Be Possible! est le premier mini album indépendant du groupe féminin de J-pop THE Possible, sorti en 2007 dans le cadre du Hello! Project.

## Présentation
L'album sort le 14 mars 2007 au Japon sous le label indépendant Good Factory Record de TNX, produit par Tsunku. Il se classe 97e à l'Oricon. Il se vend à 1 936 exemplaires la première semaine, et reste classé pendant 2 semaines pour un total de 3 864 exemplaires vendus.
L'album contient six titres, dont les trois chansons sorties précédemment en single, Young Days!!, Hatsukoi no Kakera et Shushoku = Gohan no Uta, ainsi qu'un titre inédit, Otome Nazo Nazo, tous les quatre écrits par Tsunku. Comme sur les deux singles précédents de THE Possible, figure également une reprise du groupe Candies, celle du titre Abunai Doyōbi de son 3e single sorti en 1974. La dernière chanson, Koisuru Niwatori, est une reprise d'un titre de Hiroko Taniyama de 1986.

## Liste des titres
| 1. | Young Days!! (ヤング DAYS!!)             | Tsunku          | Tsunku / Yuichi Takahashi         | 5:06 |
| 2. | Hatsukoi no Kakera (初恋のカケラ)        | Tsunku          | Tsunku / Yuichi Takahashi         | 4:33 |
| 3. | Shushoku = Gohan no Uta (主食=GOHANの唄) | Tsunku          | Tsunku / Yuichi Takahashi         | 4:44 |
| 4. | Otome Nazo Nazo (乙女ナゾナゾ)           | Tsunku          | Tsunku / Yuichi Takahashi         | 3:23 |
| 5. | Abunai Doyoubi (危い土曜日)              | Kazumi Yasui    | Kouichi Morita / Yuichi Takahashi | 3:11 |
| 6. | Koisuru Niwatori (恋するニワトリ)        | Hiroko Taniyama | Hiroko Taniyama / Daichi Suzuki   | 2:34 |